# A-Train (Korail)
A-Train còn gọi là Jeongseon Arirang A-Train (tiếng Hàn: 정선아리랑열차) là một xe lửa tham quan ở Hàn Quốc được quản lý bởi Korail. Tàu đi vào hoạt động từ năm 2015 và vận chuyển hành khách đi qua Jeongseon ở trung tâm tỉnh Gangwon-do.

## Tổng quan
Tuyến tàu được mở cửa vào ngày 22 tháng 1 năm 2015, bắt đầu từ ga Cheongnyangni ở phía Đông Bắc Seoul và đi qua một số nhà ga ở tỉnh Gangwon-do, bao gồm Mindungsan và Jeongseon, nơi tổ chức "chợ năm ngày Jeongseon", và cuối cùng đến ga Auraji.
Từ "A" trong tuyến tàu được bắt nguồn từ "Arirang" (bài hát truyền thống Triều Tien), và từ "amazement" (kinh ngạc) và "adventure" (cuộc phiêu lưu). Bài hát có rất nhiều biến thể và Jeongseon Arirang là một biến thể đặc trưng của vùng này. Bài hát nằng trong danh sách Kiệt tác di sản truyền khẩu và phi vật thể của nhân loại của UNESCO và đôi khi được xem là bài hát quốc ca không chính thức của Hàn Quốc.
Tàu gồm có 4 toa với cửa sổ lớn và tường kính chắn; một là toa ngắm cảnh trời, một toa thưởng thức trà, và hai toa được trang trí bằng nhiều màu khác nhau như đỏ, vàng, xanh dương và tím  đại diện cho đặc điểm địa lý của Jeongseon như sông Dong và các dãy núi. Bên ngoài toa tàu được sơn màu tím tượng trưng cho hoa bạch đầu, một biểu tượng hoa chính thức của Jeongseon, và được trang trí với các biểu tượng như giai điệu của Arirang. Các hoạt động trên chuyến tàu bao gồm kể chuyện, âm nhạc, ảo thuật và hỏi đáp.
Một tuyến mới đi đến Jeongseon là tuyến tàu đầu tiên được lấy tên một thị trấn Hàn Quốc, vào tạo ra các tiện ích cho địa phương do Thế vận hội Mùa đông 2018 ở Pyeongchang sắp đến gần và nằm gần khu vực này.

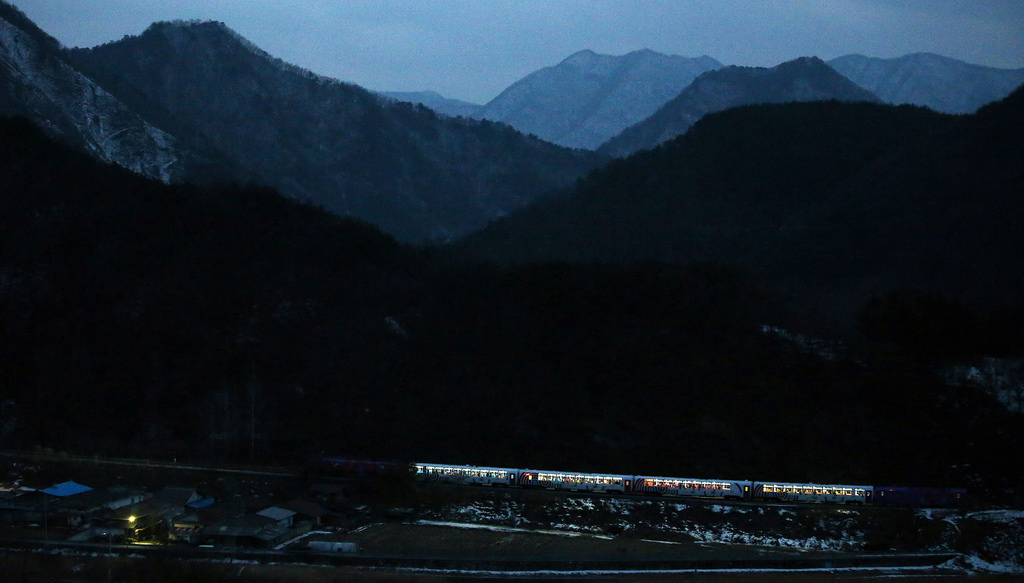
A-Train ở Jeongseon-gum, Gangwon-do.

## Hoạt động
- Ngày bắt đầu: 22 tháng 1 năm 2015
- Ga: Ga Cheongnyangni - Ga Mindungsan - Ga Byeoleogok - Ga Sonpyong - Ga Jeongseon - Ga Najeon - Ga Auraji[5]
- Tổng thời gian đi lại: 3 giờ

## Liên kết
- A-Train tại Korail (tiếng Hàn)